# Markus Menzler
Markus Menzler (* 25. Juli 1977) ist ein deutscher Tennisspieler. Zu seinen größten Erfolgen gehörten je ein Sieg gegen Roger Federer und Maks Mirny. Bis 2002 kämpfte Menzler auch um Weltranglistenpunkte, schaffte es im Einzel bis auf Platz 385 und im Doppel bis auf Platz 314. Heute leitet er eine Tennisschule in Herford. Er ist 
Rechtshänder.

## Leben
Menzler ist DTB-A-Trainer und Cardio Tennis Trainer. Seit 2002 spielt er für den TC Herford. Er war 13 Jahre Mannschaftsspieler in der 1. und 2. Bundesliga und 5 Jahre Profi-Tennisspieler. Seit der Wintersaison 2007/2008  ist er Spieler der 1. Herrenmannschaft beim TC Herford.

## Erfolge
- Deutscher Meister in der U 18
- Zweifacher Deutscher Mannschaftsmeister der Herren
- Deutscher Vizemeister im Doppel/Herren
- Bester ATP-Weltranglistenplatz im Einzel Nr. 385, im Doppel Nr. 298